# أساطير مدغشقرية
الميثولوجيا أو الأساطير المدغشقريَّة مُتأصِّلة في التاريخ الشفوي للمدغشقريين، وقد أتت من طريق رواية القصص أو ما يُسمى (الأنجانو، أي «القصة»)، ولا سيما ملحمة أندريامباهواكا، والملحمة الشعريَّة «إيبونيا». إنَّ ما لا يقل عن 52-59 ٪ من سكان البلاد هم من أتباع الدين الذي يعرف باسم فومبا جاسي (Fomba Gasy). وإنَّ الغالبية العظمى من شعب كاتالافا (Sakalava) يدين بالدين المسمى فومبا جاسي، لأنهم لا يرون التحول عنه إلى ديانات من أصل أجنبي.